# Gablinu
Gablinu, też Gablini (w transliteracji z pisma klinowego zapisywane uruGab-li-ni, też Ga-ba-li-ni i Ga-ba-li-in-ni) - nazwa dwóch mezopotamskich miast wzmiankowanych w tekstach z I tys. p.n.e.
Pierwsze miasto Gablini leżało najprawdopodobniej w pobliżu Nippur, jako że jego nazwa wymieniana jest w dokumentach prawnych pochodzących właśnie z Nippur, pochodzących z okresu nowobabilońskiego i perskiego. Drugie miasto Gablini, które leżeć musiało nad środkowym Eufratem, wzmiankowane jest w jednej z kronik nowobabilońskich, w jej fragmencie opisującym wydarzenia z 10 roku panowania babilońskiego króla Nabopolassara (616 r. p.n.e.). Zgodnie z tym fragmentem pod miastem Gablini w miesiącu abu zgromadzić się miała armia asyryjska, przeciw której wyruszył król Nabopolassar. 12 dnia miesiąca abu doszło do wielkiej bitwy pod tym miastem, z której zwycięsko wyjść miał Nabopolassar. Jeszcze tego samego dnia samo Gablini wpaść miało w ręce Babilończyków. W miesiącu tašrītu armia asyryjska, wsparta wojskami egipskimi, wykonała kontratak docierając ponownie pod Gablini, ale później zmuszona została do wycofania się. 